# Горакова, Милада
Мила́да Го́ракова (чеш. Milada Horáková; 25 декабря 1901[…], Винограды, Цислейтания — 27 июня 1950, тюрьма Панкрац) — чехословацкая общественная деятельница и политик. Казнена коммунистическими властями Чехословацкой Республики после сфабрикованного процесса. Её имя стало в современной Чехии одним из символов жертв коммунистических репрессий.

## Биография

### Ранние годы
Милада Горакова, урожденная Кралова, родилась в Праге в 1901 году. Она получила хорошее образование, окончила юридический факультет Пражского Университета, свободно владела тремя иностранными языками. В 1928 году вышла замуж за доктора наук Богуслава Горака, годом позже вместе с мужем она вступила в Народно-социалистическую партию, основанную Вацлавом Клофачем.

### В годы войны
Во время нацистской оккупации Чехии и Второй мировой войны Горакова принимала участие в подпольной антифашистской деятельности, в 1940 году была арестована гестаповцами и отправлена в концлагерь Терезин; в 1944 году переведена в тюрьму в Дрездене, где её приговорили к 8 годам заключения.

### После войны
Освобождена после окончания войны. Горакова была избрана членом парламента, возглавила Совет чехословацких женщин, участвовала в работе Международной демократической федерации женщин, возглавляла делегацию своей страны на Международном конгрессе женщин в Париже.
В 1947 году участвовала в создании женского журнала «Власта».

### Арест и суд
После прихода к власти коммунистов в 1948 году в стране начались политические чистки. Горакову убеждали уехать на Запад, однако она осталась на родине. 27 сентября 1949 года она была арестована по обвинению в «буржуазном национализме» и «подготовке диверсионного заговора». Среди следователей был Карел Шваб, высокопоставленный функционер отдела безопасности ЦК КПЧ. Процесс по делу Милады Гораковой и ещё 12 человек начался 31 мая 1950 года. Суд широко освещался в прессе и носил показательный характер. Член Президиума ЦК КПЧ Мария Швермова организовывала кампанию массовых требований смертного приговора Гораковой.

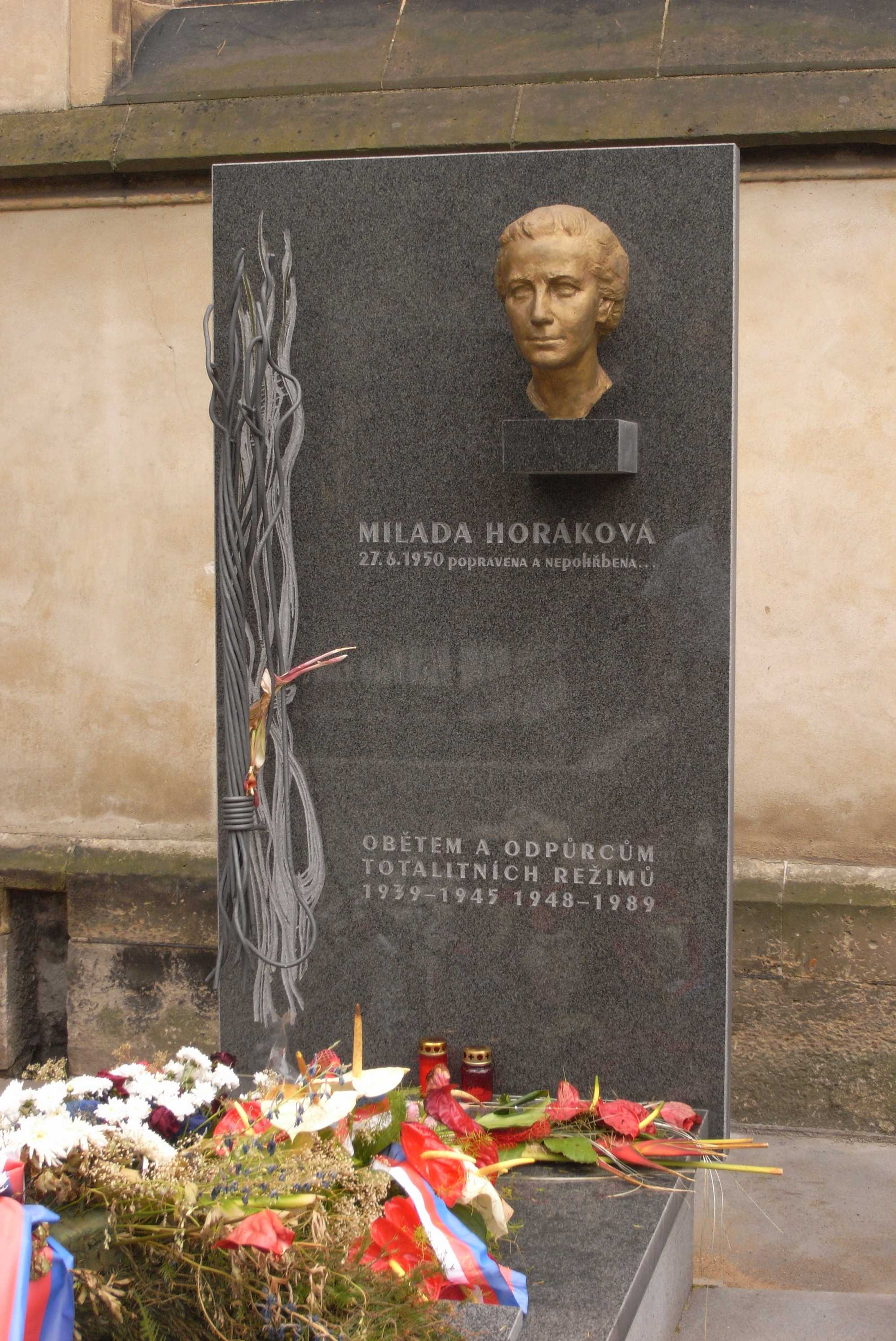
Кенотаф в Праге.

8 июня Горакова и трое других обвиняемых были приговорены к смертной казни, остальные проходившие по делу получили длительные сроки тюремного заключения. Известие о смертном приговоре для Гораковой вызвало большой резонанс в мире. С просьбой сохранить ей жизнь выступали многие известные люди, в том числе Альберт Эйнштейн, Уинстон Черчилль, Элеонора Рузвельт. Однако коммунистические власти оставили приговор в силе. 27 июня Милада Горакова была повешена в тюрьме Панкрац.

## Реабилитация
В ходе Пражской весны Горакова была реабилитирована в июне 1968 года, однако из-за подавления движения реальная её реабилитация стала возможна лишь после крушения коммунистического режима в 1990-е годы. В 2004 году день её казни, 27 июня, был объявлен в стране Днём памяти жертв коммунистического режима. В честь Милады Гораковой было названо множество улиц и площадей в чешских городах, в Праге её имя присвоено бывшей улице Защитников мира.
В 2007 году 86-летняя Людмила Брожова-Поледнова, бывшая на процессе Гораковой государственным обвинителем, была приговорена к 8 годам тюрьмы. Апелляционным судом срок заключения по приговору уменьшен до 6 лет, ходатайство защиты Брожовой-Поледновой об отсрочке приговора отклонено. Она отбывала срок в той же тюрьме, где казнили Горакову. 21 декабря 2010 года была помилована Президентом Вацлавом Клаусом в связи с преклонным возрастом и состоянием здоровья. После выхода на свободу заявила, что ни о чём не жалеет и вины своей не признает. С другой стороны, сожаление о своей роли в расправе над Миладой Гораковой выражала Мария Швермова.

## Семья

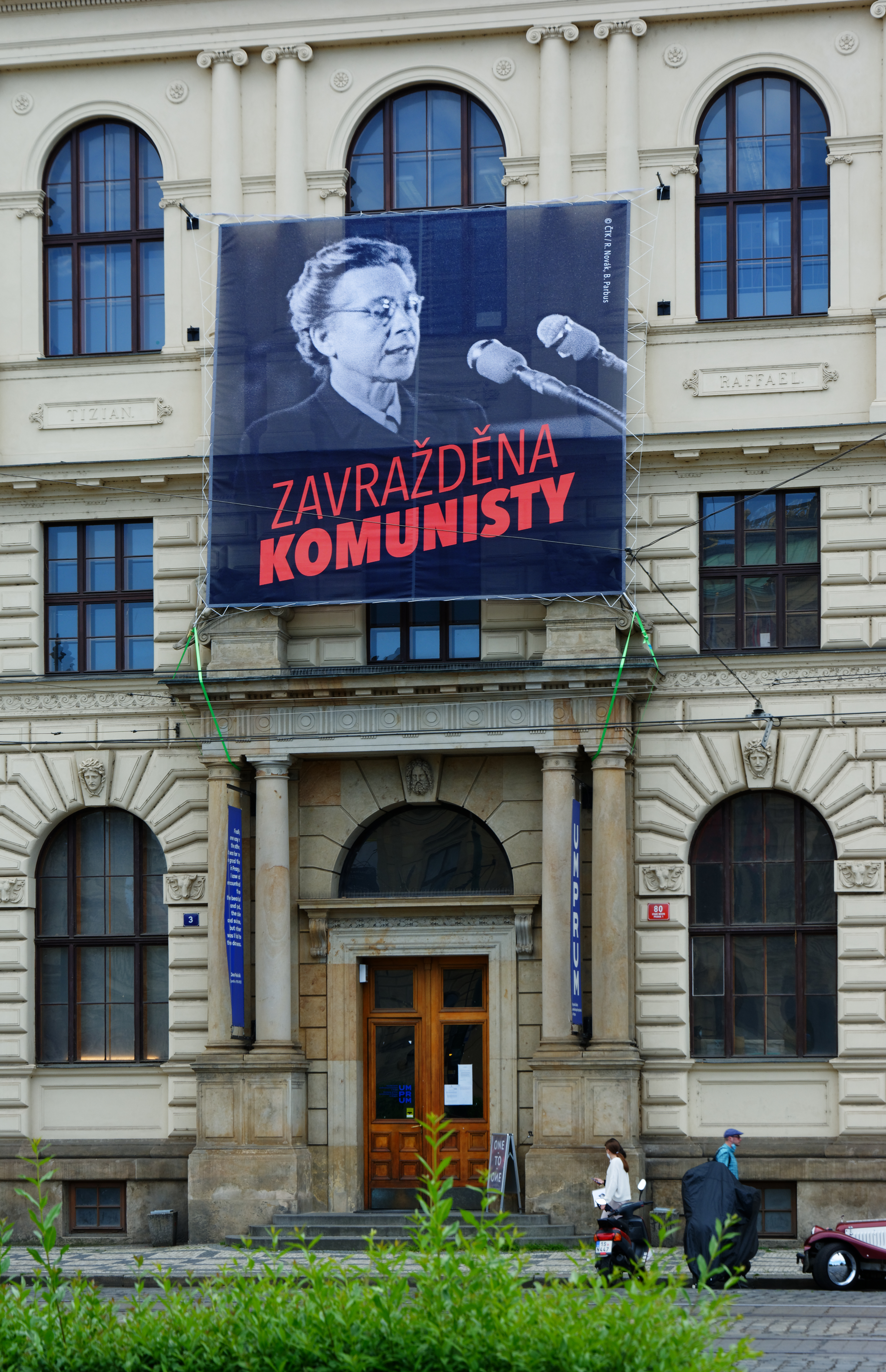
«Милада Горакова, убита коммунистами». Мероприятия, посвящённые 70-летию казни Гораковой, Прага, июнь 2020.

Единственная дочь, Яна (род. 1934), в 1968 году эмигрировала в США, где и живёт в настоящее время. У неё родились 2 внучки и внук.

## Награды
- Орден Томаша Гаррига Масарика 1 степени (1991 год, Чехословакия, посмертно).
- Орден Двойного белого креста 1 степени (2 января 2020 года, Словакия, посмертно)[9].
- Почётный гражданин Праги.